# Comarca de Gijón
La comarca de Gijón es una de las ocho comarcas funcionales o áreas de planificación territorial en que está dividido el Principado de Asturias a efectos de homogeneización espacial de los datos procedentes de los concejos en las estadísticas regionales. Comprende los concejos de:
- Carreño.
- Gijón.
- Villaviciosa.

Tiene una población de 298.137 habitantes (2017)
Aunque el Estatuto de Autonomía de Asturias prevé la división del territorio asturiano en comarcas, éstas no han sido desarrolladas oficialmente todavía.
- Datos: Q913051
- Multimedia: Comarca de Gijón / Q913051